# Rudi Prexler
Rudi Prexler (* 6. Juli 1928 in München) ist ein deutscher Schriftsteller.

## Leben
Rudi Prexler wirkte nach dem Besuch einer Schauspielschule und einer Kunstakademie als Musiker, Grafiker und Regisseur. Später war er als Erzieher und Heimleiter in Recklinghausen tätig. Rudi Prexler ist Verfasser von drei Jugendbüchern, die in der Reihe der Spurbücher erschienen.

## Werke
- Der unsichtbare Chef, Colmar 1957
- Das geheimnisvolle Experiment, Colmar [u. a.] 1959
- Schreckenstage, Colmar [u. a.] 1961

| Personendaten    | Personendaten            |
| ---------------- | ------------------------ |
| NAME             | Prexler, Rudi            |
| KURZBESCHREIBUNG | deutscher Schriftsteller |
| GEBURTSDATUM     | 6. Juli 1928             |
| GEBURTSORT       | München                  |